# کراوفورد پالمر
کراوفورد پالمر (فرانسوی: Crawford Palmer‎؛ زادهٔ ۱۴ سپتامبر ۱۹۷۰) بازیکن بسکتبال اهل فرانسه بود.
وی در مسابقات کشوری و بین‌المللی در مجموع برندهٔ ۱ مدال نقره شده‌است.